# Into the Grave
Into the Grave prvi je studijski album švedskog death metal-sastava Grave. Diskografska kuća Century Media Records objavila ga je 1. kolovoza 1991. Godine 2001. objavljeno je reizdanje albuma s pjesama iz demoalbuma Tremendous Pain.

## Pozadina
Iste godine objavljen je split album Century Mediae In the Eyes of Death na kojem su se pojavile pjesme sastava kao što su Tiamat, Unleashed i Grave. Into the Grave snimljen je u studiju Sunlight u Stockholmu gdje su također albume snimale skupine kao što su Entombed, Dismember i Therion. 
Nekoliko pjesama također su se pojavile na demoalbumima. Na reizdanju iz 2001. pojavile su se demo verzije pjesama kao što su "Hating Life", "Obscure Infinity" i "Inhuman".

## Popis pjesama
| 1.    | »Deformed«               | 4:06 |
| 2.    | »In Love«                | 3:34 |
| 3.    | »For Your God«           | 3:46 |
| 4.    | »Obscure Infinity«       | 3:06 |
| 5.    | »Hating Life«            | 3:02 |
| 6.    | »Into the Grave«         | 4:07 |
| 7.    | »Extremely Rotten Flesh« | 4:35 |
| 8.    | »Haunted«                | 3:38 |
| 9.    | »Day of Mourning«        | 3:34 |
| 10.   | »Inhuman«                | 3:50 |
| 11.   | »Banished to Live«       | 4:50 |
| 42:08 |                          |      |

| Bonus pjesme na reizdanju iz 2001. | Bonus pjesme na reizdanju iz 2001. | Bonus pjesme na reizdanju iz 2001. | Bonus pjesme na reizdanju iz 2001. | Bonus pjesme na reizdanju iz 2001. | Bonus pjesme na reizdanju iz 2001. | Bonus pjesme na reizdanju iz 2001. | Bonus pjesme na reizdanju iz 2001. | Bonus pjesme na reizdanju iz 2001. | Bonus pjesme na reizdanju iz 2001. |
| Br.                                | Skladba                            | Trajanje                           |                                    |                                    |                                    |                                    |                                    |                                    |                                    |
| ---------------------------------- | ---------------------------------- | ---------------------------------- | ---------------------------------- | ---------------------------------- | ---------------------------------- | ---------------------------------- | ---------------------------------- | ---------------------------------- | ---------------------------------- |
| 12.                                | »Tremendous Pain«                  | 3:29                               |                                    |                                    |                                    |                                    |                                    |                                    |                                    |
| 13.                                | »Putrefaction Remains«             | 2:53                               |                                    |                                    |                                    |                                    |                                    |                                    |                                    |
| 14.                                | »Haunted«                          | 3:29                               |                                    |                                    |                                    |                                    |                                    |                                    |                                    |
| 15.                                | »Day of Mourning«                  | 3:34                               |                                    |                                    |                                    |                                    |                                    |                                    |                                    |
| 16.                                | »Eroded«                           | 3:16                               |                                    |                                    |                                    |                                    |                                    |                                    |                                    |
| 17.                                | »Inhuman«                          | 3:39                               |                                    |                                    |                                    |                                    |                                    |                                    |                                    |
| 18.                                | »Obscure Infinity«                 | 3:12                               |                                    |                                    |                                    |                                    |                                    |                                    |                                    |
| 65:44                              |                                    |                                    |                                    |                                    |                                    |                                    |                                    |                                    |                                    |

## Zasluge
| Grave - Ola – gitara, vokal - Jörgen – gitara, vokal - Jensa – bubnjevi - Jonas – bas-gitara | Ostalo osoblje - Tomas Skogsberg – produkcija, inženjer zvuka, miks - Axel Hermann – naslovnica albuma - Robert Kampf – izvršna produkcija |